# Стратобат
Стратобат (грч. Στρατοβάτης) је личност из грчке митологије.

## Митологија
Према Аполодору, био је син микенског краља Електриона и Анаксе. Као и његову браћу, и њега су убили Птерелајеви синови.